# 石原正也
石原 正也（いしはら まさや、1969年3月8日 - ）は、株式会社chapの代表取締役。プロデューサー、ディレクター、エディター。

## 人物
京都市出身。京都市立柳池中学校、京都市立堀川高等学校、大阪写真専門学校を卒業。映像の編集アシスタントから始まり、同時にFMラジオのADも担当。
23歳からFMディレクターとして現場に携わるが24歳の時に編集チーフの退職に伴い映像編集のチーフとして時代劇や2時間ドラマ、CMなどを手掛ける。33歳でフリーディレクターになり、数多くのTV番組やラジオ番組を制作。45歳で株式会社chapを設立し制作の範囲を広げ、WEBメディアやイベント制作など多岐にわたるコンテンツをプロデュースする。2025年からは京都事務所を利用して新たな事業を始める。

## 経歴
- 1990年 株式会社キッズカンパニー入社。
  - 『鬼平犯科帳』『雲切仁左衛門』『剣客商売』など松竹京都映画のテレビ番組のビデオ編集を担当。

- 1999年 ラジオチーフの退社に伴い、ラジオ制作部門エアキッズのチーフとして移籍。
  - FM番組『スターダストパレード』『SUNNYSIDE BALCONY』などを制作。

- 2002年 フリーディレクターに転身。
  - テレビ番組のディレクター『もっともっと関西』
  - ビデオ編集『てっぱん（ハイライト動画）』
  - MUSIC VIDEO『chaqq』『eco system』などのインディーズバンドのプロモーションビデオも制作。

- 2014年2月 株式会社chapを設立。ラジオやテレビ、イベント、WEBなどの分野で事業を展開[1]。

- 2015年から朝日放送制作『熱闘甲子園』の感動動画を編集。

- 2018年から動画配信事業も手掛けている。
- 2025年から京都事務所をchap kyotoとし新たな発信拠点として展開。

## 受賞歴
- 2014年 ABCラジオ『さようなら 交通科学博物館』- 日本民間放送連盟賞 ラジオエンターテインメント番組部門 優秀賞[2]
- 2014年 ABCラジオ『ダウン症は不幸ですか? 新型出生前診断スタートから1年 ダウン症への思い』 - 日本民間放送連盟賞 ラジオ報道番組部門 最優秀賞[2]
- 2016年 ABCラジオ『住太夫の大大阪』- 日本民間放送連盟賞 ラジオ教養番組部門 優秀賞[3]
- 2019年 ABCラジオ『10.19～7時間33分の追憶～』- ギャラクシー賞[4][5]。